# Bruśnik (wieś)
Bruśnik – wieś w Polsce położona w województwie małopolskim, w powiecie tarnowskim, w gminie Ciężkowice.

## Położenie
Wieś leży na Pogórzu Rożnowskim, na grzbiecie i stokach wzgórza oddzielającego dolinę rzeki Białej od doliny potoku Siekierczanki.
W latach 1954–1972 wieś należała i była siedzibą władz gromady Bruśnik. W latach 1975–1998 miejscowość administracyjnie należała do województwa tarnowskiego.
| SIMC    | Nazwa       | Rodzaj    |
| ------- | ----------- | --------- |
| 0815110 | Dół         | część wsi |
| 0815127 | Leszcze     | część wsi |
| 0815133 | Lipie       | część wsi |
| 0815140 | Nad Białą   | część wsi |
| 0815156 | Piekarzówka | część wsi |
| 0815162 | Piekło      | część wsi |
| 0815179 | Stępniak    | część wsi |
| 0815185 | Styrki      | część wsi |
| 0815191 | Wieś        | część wsi |
| 0815200 | Zadworze    | część wsi |
| 0815216 | Zagórze     | część wsi |
| 0815222 | Zakościele  | część wsi |

## Zabytki
Obiekty wpisane do rejestru zabytków nieruchomych województwa małopolskiego.
- kościół parafialny pw. NMP Wniebowziętej.
Obiekt zbudowany został w latach 1903–1904 według projektu architekta Jana Sas Zubrzyckiego pod kierunkiem Michała Serafina.
- Teren cmentarza przykościelnego przy kościele pw. NMP Wniebowziętej w Bruśniku wraz z ogrodzeniem i kapliczkami wbudowanymi w ogrodzenie.

Podanie o pieczarze w Bruśniku spisał Lucjan Siemieński.

## Religia
W okresie reformacji wieś była drugim pod względem wielkości lokalnym ośrodkiem braci polskich.

## Galeria zdjęć

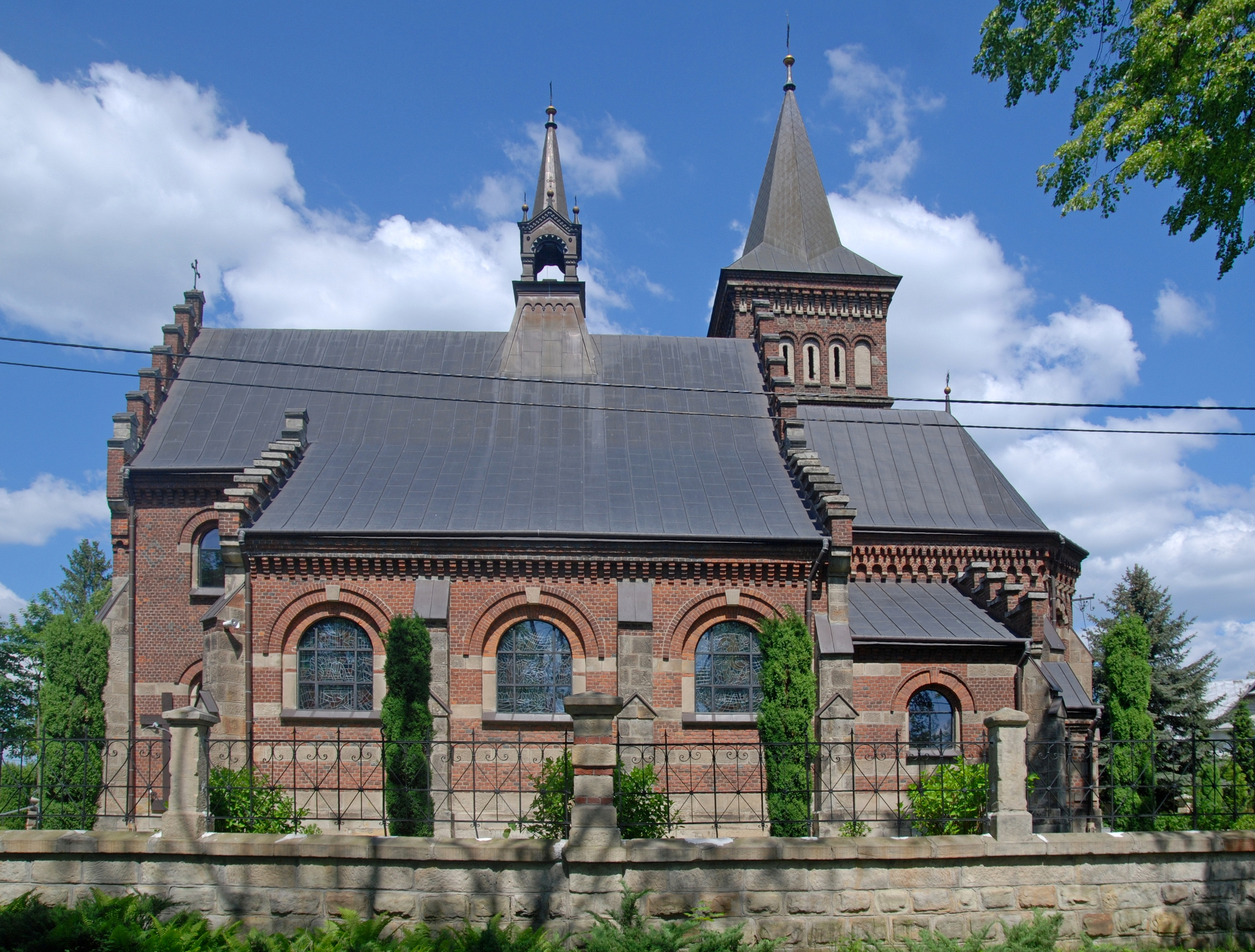
Elewacja południowa kościoła
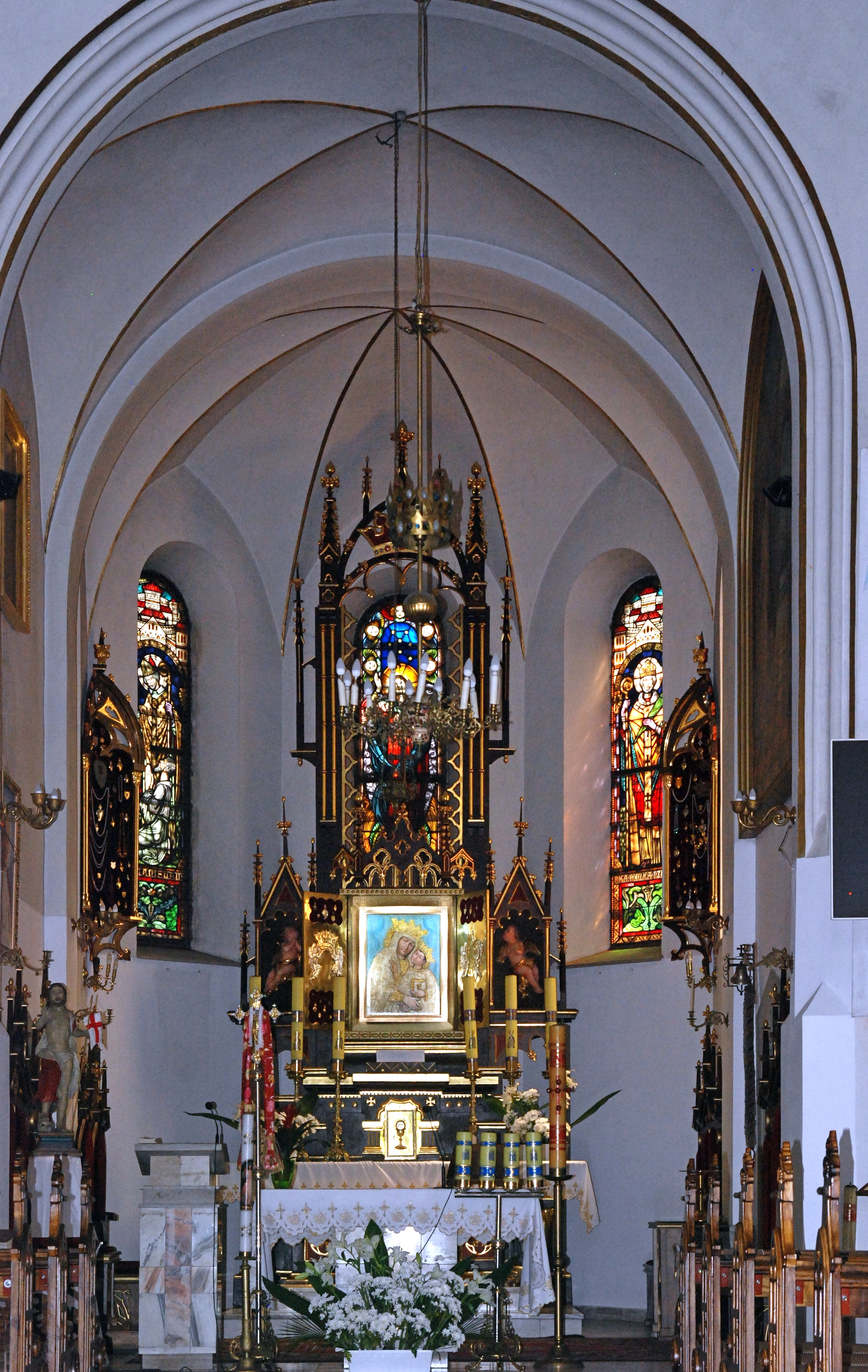
Wnętrze
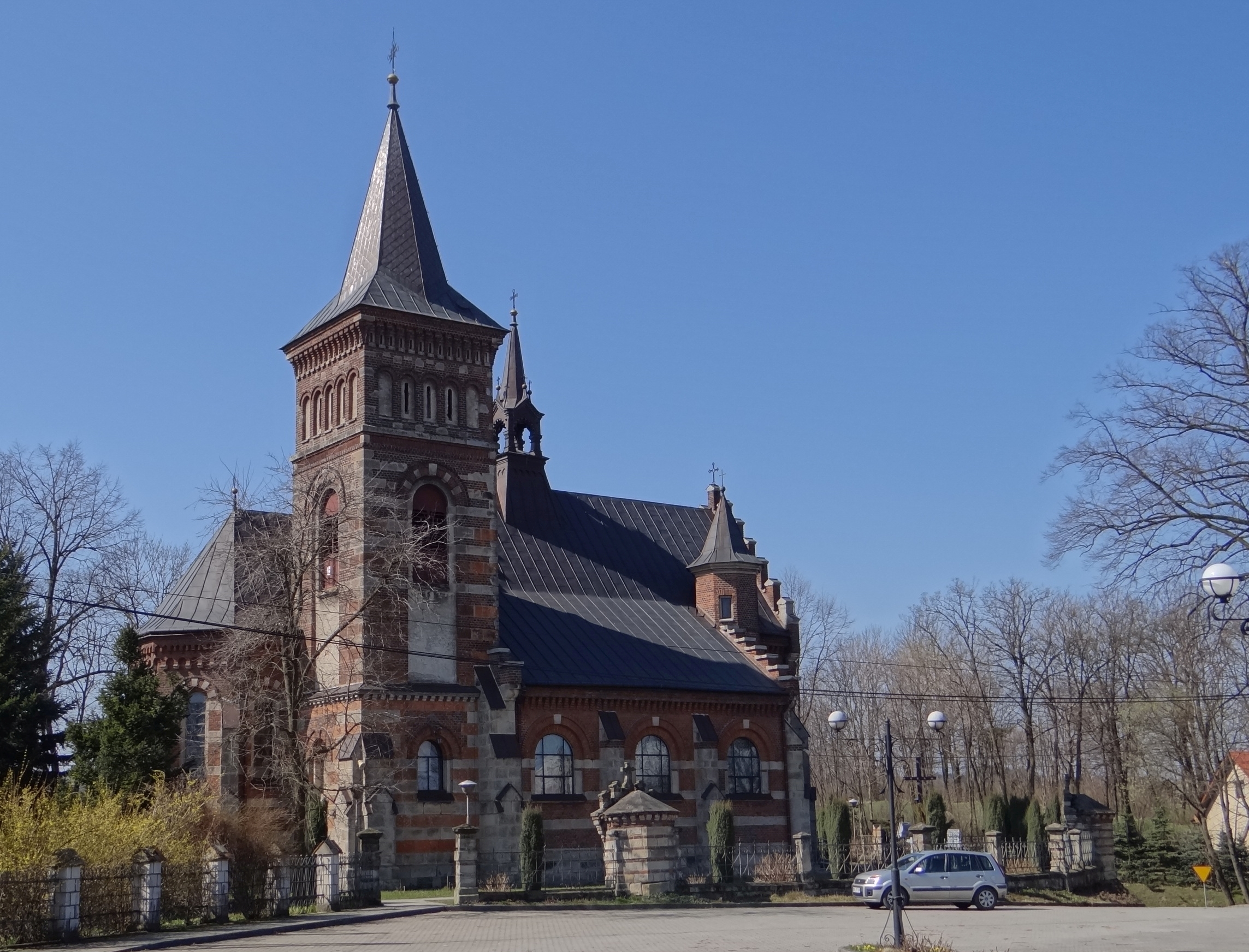
Elewacja północna
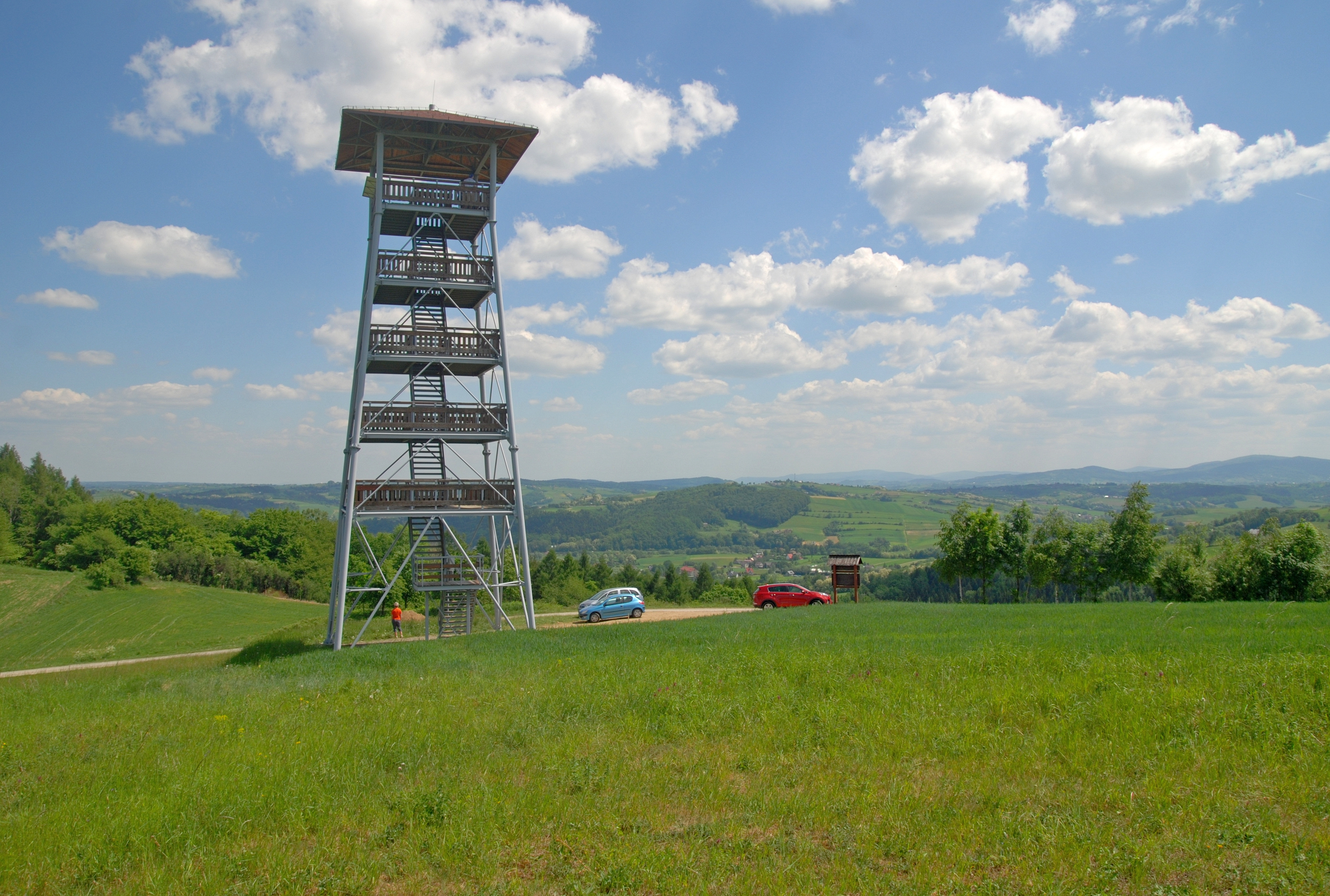
Wieża widokowa w Bruśniku